# Charles Colville, I visconte Colville di Culross
Charles John Colville, I visconte Colville di Culross (23 novembre 1818 – 1º luglio 1903), è stato un politico scozzese.

## Biografia
Colville era il figlio del generale Charles Colville, figlio a sua volta di John Colville, VIII Lord Colville di Culross, e di sua moglie, Jane Mure. Studiò al Harrow School.

## Carriera
Colville servì come capitano nel XI Ussari. Riuscì a suo zio nella signoria di Colville di Culross nel 1849. Ha servito sotto Lord Derby come capo scudiero e Clerk Marshal (febbraio-dicembre 1852 e 1858-1859) e sotto Benjamin Disraeli come Master of the Buckhounds (1866-1868). Nel 1866 divenne membro del Consiglio privato. In seguito divenne Lord Ciambellano della regina Alessandra (1873-1903).
Colville è stato anche presidente della Great Northern Railway Company (1872-1895), direttore della Central London Railway, nel 1900, e presidente dell'Artillery Company. Fu creato barone Colville di Culross, nella Contea di Perth, nel 1885, nel Pari del Regno Unito. Nel 1902 è stato ulteriormente onorato quando fu fatto visconte Colville di Culross, nella Contea di Perth.

## Matrimonio
Sposò, il 9 giugno 1853, Cecil Katherine Mary Carrington (?-2 agosto 1907), figlia di Robert Carrington, II barone Carrington. Ebbero quattro figli:
- Charles Colville, II visconte Colville di Culross (26 aprile 1854-25 marzo 1928);
- Blanche Cecile Colville (?-3 aprile 1940), sposò Richard Britten, non ebbero figli;
- Sir Stanley Cecil James Colville (21 febbraio 1861-9 aprile 1939), sposò Lady Adelaide Jane Meade, ebbero quattro figli;
- George Charles Colville (22 febbraio 1867-19 settembre 1943), sposò Lady Helen Cynthia Crewe-Milnes, ebbero tre figli.

## Morte
Morì il 1º luglio 1903, all'età 84 anni.